# Isidro Vizcaya Canales
Isidro Vizcaya Canales (Laredo, Estados Unidos; 12 de diciembre de 1917-Monterrey, México; 19 de septiembre de 2005) fue un ingeniero agrónomo, historiador, investigador y catedrático mexicano. Su trabajo se centró en la historia económica y social del noreste de México durante el siglo XIX, con especial interés en temas como la independencia de México, las incursiones de tribus nómadas y el proceso industrializador de Monterrey.

## Biografía
Fue ingeniero agrónomo por la Escuela Superior de Agricultura Hermanos Escobar, en Ciudad Juárez, Chihuahua. En 1939, participó en la fundación del Partido Acción Nacional (PAN) en Nuevo León. En 1952, comenzó a desempeñarse como catedrático del Instituto Tecnológico y de Estudios Superiores de Monterrey, donde impartió la materia de geografía de México. Fue además profesor visitante en el Departamento de Geografía de la Universidad de Kentucky, en Estados Unidos.   

## Premios y distinciones
- Medalla de Acero al Mérito Histórico "Capitán Alonso de León", en 1972.
- Presea al Mérito Cívico Estado de Nuevo León, en 1989.
- Ganador de la convocatoria de la Comisión de Historia del Patronato Monterrey 400, en 1996.

## Obras publicadas
Escribió alrededor de 22 obras, entre las que destacan: 
- Estudio sobre la agricultura en Nuevo León (Instituto de Estudios Sociales de Monterrey, 1953).
- Los orígenes de la industrialización de Monterrey (Tecnológico de Monterrey, 1969).
- En los albores de la Independencia. Las Provincias Internas durante la insurrección de don Miguel Hidalgo y Costilla, 1810-1811 (Tecnológico de Monterrey, 1976).
- El archivo del insurgente José Rafael de Iriarte (Archivo General de Nuevo León, 1985).
- Un siglo de Monterrey. Desde el Grito de Dolores hasta el Plan de San Luis, 1810-1910 (Academia de Investigación Humanística,1998).
- 1882. Monterrey: crónica de un año memorable (Archivo General de Nuevo León, 1998).
- Tierra de guerra viva. Incursiones de indios y otros conflictos en el noreste de México durante el siglo XIX,1821-1885 (Academia de Investigación Humanística, 2001).